# Đắk Nuê
Đắk Nuê là một xã của huyện Lắk, tỉnh Đắk Lắk. Xã được tách ra từ xã Đắk Phơi năm 1976. Xã này cách thị trấn Liên Sơn 6 km theo hướng về Buôn Ma Thuột. Quốc lộ 27 chạy qua xã. Dân cư trong xã gồm người Ê Đê, người M'Nông, người Kinh, Tày, Mông, Nùng, và một số người dân tộc phía Bắc di cư.